# Département de Dikodougou
Le département de Dikodougou est un département de Côte d'Ivoire.